# Locha
Locha is een geslacht van vlinders van de familie spanners (Geometridae), uit de onderfamilie Ennominae.

## Soorten
- L. dissimulans Prout
- L. hyalaria Herrich-Schäffer, 1858
- L. hyalina Walker, 1854
- L. panopae Thierry-Mieg, 1892
- L. phocusa Druce, 1893
- L. posthumaria Herrich-Schäffer, 1855